# Kim Glass
Kimberly Marie „Kim“ Glass (* 18. August 1984 in Los Angeles, Kalifornien) ist eine US-amerikanische Volleyballspielerin. Sie gewann 2008 die olympische Silbermedaille.

## Karriere
Glass debütierte 2007 in der US-amerikanischen Nationalmannschaft, mit der sie beim World Cup in Japan den dritten Platz belegte. Bei den Olympischen Spielen 2008 in Peking gewann sie die Silbermedaille. 2011 gewann sie den World Grand Prix und die NORCECA-Meisterschaft.
Auf Vereinsebene begann Glass 2002 in Tucson an der University of Arizona. Von 2006 bis 2014 spielte die Außenangreiferin bei ausländischen Vereinen: 2006 in Italien bei Santeramo Sport, 2007 in Puerto Rico bei Pinkin de Corozal, 2007/08 in der Türkei bei Fenerbahçe İstanbul, 2008/09 in Russland bei Universität Belgorod (russische Pokalsiegerin), 2009/10 in Tschechien bei VK Prostějov (tschechische Meisterin und Pokalsiegerin), von 2010 bis 2012 in Aserbaidschan bei Rabita Baku (zweimal aserbaidschanische Meisterin, Finalistin Champions League, Klubweltmeisterin), 2012/13 in China bei Guangdong Evergrande (chinesische Vizemeisterin und asiatische Klubmeisterin) und zum Abschluss ihrer Karriere 2013/14 in Brasilien bei Praia Clube Uberlândia.